# El samurai sense nom
El samurai sense nom (ストレンヂア 無皇刃譚, Stranger Mukō Hadan, L'Espasa del Foraster) es un llargmetratge japonès d'anime de 2007 dirigit per Masahiro Andō i produït per l'estudi Bones. Narra la història d'un samurai sense nom i la d'un assassí ros a qui les circumstàncies els dirigeixen cap a un petit nen misteriós.
La pel·lícula va ser estrenada als cinemes japonesos el 29 de setembre de 2007. Les edicions en DVD i Blu-ray van sortir al mercat japonès en dues edicions, regular i limitada, l'11 d'abril de 2008. El 27 de gener de 2010 va sortir al mercat en català a l'estat espanyol en edicions tant DVD com Blu-Ray per Selecta Vision. Va ser doblada al català i emesa per TV3 per primera vegada el 7 de novembre de 2010.

## Argument
Perseguit pels Ming de la Xina, el jove Kotaro i el seu gos es troben amb un samurai sense nom ("Nanashi") qui és turmentat pels records del seu passat, que li han fet decidir no tornar a empunyar la seva espasa mai més. Entre els Ming, hi ha un temible guerrer occidental anomenat Luo-Lang, que té l'únic desig de trobar un rival digne. Quan ambdós grups es troben amb un Daimyo, un general orgullós, i uns monjos dividits entre la seva fe i la supervivència, la raó darrere de la missió dels Ming es transforma en una prova per la relació entre Kotaro i Nanashi.

## Personatges
Nanashi (名無し, Nanashi)
Seiyū: Tomoya Nagase
Un ronin turmentat pel seu passat terrible. Ha promès mantenir la seva espasa enfundada. Però, en trobar-se a Kotaro es troba a si mateix replantejant-se la seva forma de viure. Mentre viatja amb el jove Kotaro, Nanashi es troba a si mateix convertit en el guardaespatlles del nen. Això el du a un enfrontament amb els soldats Ming, particularment amb Luo-Lang.
Kotaro (仔太郎, Kotaro)
Seiyū: Yūri Chinen
Kotaro és un nen orfe, vist a la primera escena sent dit per un monjo de l'era Shōan que ha d'escapar lluny del monestir. És perseguit per assassins enviats per la Dinastia Ming i també per soldats del Daimyo Akaike. Sense saber per què és perseguit, busca la protecció de Nanashi quan el troba. El seu únic company de viatge fins que troba Nanashi és el seu gos, Tobimaru.
Tobimaru (飛丸, Tobimaru)
El gos de Kotaro i un personatge important dins de la pel·lícula. Tobimaru és enverinat per un guerrer Ming al principi de la pel·lícula. La recerca d'un antídot es converteix en la raó que apropa Nanashi i Kotaro. Nanashi ajuda a Tobimaru portant-lo junt amb Kotaro cap a un infermer. Quan és curat, Tobimaru es preocupa per Kotaro, i després que el seu amo sigui capturat, ajuda a Nanashi a trobar l'altar on Kotaro va a ser sacrificat.
Luo-Lang (羅狼, Rarou)
Seiyū: Kōichi Yamadera
Com a segon en el comandament de l'expedició Ming, Luo-Lang és l'únic home blanc occidental del grup. És guiat per una gran ànsia de poder, Luo-lang anhela trobar un enemic tan fort com ell per lluitar-hi i millorar les seves habilitats. Quan troba a Nanashi el seu somni es converteix en realitat.
Byakuran (羅狼, Byakuran)
Seiyū: Atsushi Ii
És el líder de l'expedició Ming. És el responsable de la persecució de Kotaro obeint les ordres de l'Emperador. És completament fidel a l'Emperador i només utilitza a Luo-Lang per aprofitar la seva habilitat.
Shōgen Itadori (虎杖 将藍, Itadori Shōgen)
Seiyū: Akio Ohtsuka
Un dels caps dels vassalls del senyor feudal Akaike. És un guerrer a qui la seva habilitat amb l'espasa l'hi ha fet pujar esglaons d'entre els soldats. El guia la seva ambició d'arribar convertir-se algun dia en governant del seu propi territori independent.

## Festivals i premis
Stranger - Mukou Hadan - ha estat emesa a diversos festivals de cinema d'arreu del món. Alguns d'ells han estat:
- Festival Internacional de Cinema de Leeds  Arxivat 2008-10-14 at Archive.is
- Asia Pacific Screen Awards  Arxivat 2008-10-06 a Wayback Machine.
- Asia Filmfest Arxivat 2007-09-27 a Wayback Machine.
- Sci-Fi-London Arxivat 2009-03-14 a Wayback Machine.
- FANTASPOA Arxivat 2008-09-11 a Wayback Machine. (Festival Internacional de Cinema Fantàstic de Porto Alegre)
- Festival de Cinema Fantàstic d'Amsterdam
- Camera Japan Arxivat 2008-10-13 a Wayback Machine.

També va ser emès a la convenció alemanya d'anime Animagic i va participar en la temporada del London Barbican's Japanimation.
La pel·lícula va guanyar el premi a la millor animació del FANTASPOA a Brasil i va ser nominada als Asia Pacific Screen Awards com a millor pel·lícula animada.
La pel·lícula va ser enviada a l'Acadèmia de les Arts i les Ciències Cinematogràfiques per a ser considerada com a nominada a millor pel·lícula d'animació a l'edició 81 dels premis Oscar. Hi va haver 14 pel·lícules lluitant per una de les 3 places a la final.